# Lili (bande dessinée)
Pour les articles homonymes, voir Lili.
Lili, ou L'Espiègle Lili, est un personnage de bande dessinée créé par Jo Valle et André Vallet en 1909. Ses aventures se poursuivent (avec quelques interruptions) jusqu’en 1998. La série détient un record de longévité (89 ans) pour une bande dessinée francophone, juste derrière Les Pieds Nickelés.

## Historique

### Les 30 premières années
Lili est créée dans Fillette, le 21 octobre 1909, par le scénariste Jo Valle et le dessinateur André Vallet. Quelques épisodes sont dessinés par André Galland. Les vignettes ne comportent pas de bulles, mais des blocs de texte dense, placés en dessous.
De 1921 à 1936 (avec deux interruptions), la série est dessinée (et certains épisodes sont redessinés) par René Giffey.

### Bernadette Hiéris et Al. G.
C’est en 1946 que Lili rencontre deux auteurs qui lui assurent une grande popularité : la scénariste Bernadette Hiéris et le dessinateur Al. G. (Gérard Alexandre). Al. G. impose un dessin élégant et n’enferme pas ses personnages dans des cases. À partir de Lili travaille (1952, no 7), il remplace les blocs de texte par des bulles.
Dans les six premiers albums de cette quatrième série, Lili est une préadolescente turbulente, que ses parents tentent d’assagir.
Dans Lili travaille, les parents de Lili essuient un revers de fortune et doivent partir au loin. On ne les reverra plus. Ils laissent leur fille à la fébrile sollicitude d'un tuteur, monsieur Minet. Lili, qui semble soudain plus âgée, doit gagner sa vie. Au fil des albums, elle enchaîne les petits boulots. Moderne, volontaire, elle garde toujours sa bonne humeur, et pardonne inlassablement à ses ennemis.

### Les 36 dernières années
À partir de Lili à Chantalouette (1962, no 25), Bernadette Hiéris cède la place à Paulette Blonay pour le scénario.
Al. G. meurt en 1974.
À partir de Lili et le grand Ted (1980, no 47), le dessinateur Jacarbo prend le relais, suivi par Jo Martin (de 1986 à 1988), Paulette Blonay assurant toujours le scénario.
En 1996, la série reprend, scénarisée par François Garnier et Florence Crémoux, et dessinée par Anne Chatel. La rupture est consommée entre les générations de lectrices : les plus anciennes restent nostalgiques de la Lili des années 1950, tandis que les plus jeunes préfèrent une Lili plus proche de leurs préoccupations, telle que dans Lili chez les Top Models (1996) ou Lili à Chérie FM (1998).
La série s’arrête en 1998 avec ce dernier titre sponsorisé par la radio Chérie FM.

## Personnages
- Lili : Personnage titre de la bande dessinée. Il s'agit d'Élisabeth, Alice, Amélie, Elise, Marie-Line d'Orbois, dite Lili. Elle est issue d'une famille riche qui a connu des revers de fortune. En 1909, Lili est une petite fille turbulente. Elle grandit, se marie (en 1923), rajeunit, vieillit à nouveau, au gré des épisodes et des changements d’auteur. Aujourd’hui, elle est surtout connue sous les traits d’une adolescente débrouillarde des années 1950, telle que l'a racontée Bernadette Hiéris et telle que l'a dessinée Al. G.
- Monsieur Minet : Monsieur Minet apparaît dès Lili en voyage (1949, no 1 de la quatrième série). Il n’est encore que le professeur de Lili. Il devient son tuteur dans Lili travaille (1952, no 7). Il est d’une nature extrêmement inquiète. Il est également distrait, naïf et empoté : « Vous ne savez donc même pas traire ? se moque la fermière dans Lili à la ferme. Qu’est-ce que vous faites dans la vie ? — Je suis professeur de philosophie ! »
- Les cousines de Saint-Herbu : D’une noire méchanceté, mère et fille sont jalouses de leur cousine Lili.
- Dan : C’est le camarade américain de Lili.
- Gédéon : C’est un photographe, ami de monsieur Minet.

## Douze classiques des années 1950
- no 7, Lili travaille, 1952.
- no 8, Lili aux Indes, 1952
- no 9, Lili reporter-photographe, 1954.
- no 10, Lili à la ferme, 1955.
- no 11, Lili représentante, 1956.
- no 12, Lili et son nourrisson, 1956.
- no 13, Lili chasse les fauves, 1957.
- no 14, Lili au théâtre, 1957.
- no 15, Lili au Palace-Hôtel, 1957.
- no 16, Lili et Compagnie, 1957
- no 17, Lili interprète, 1958.
- no 18, Lili monitrice, 1958.